# 東龍洲炮台
22°15′17.81″N 114°17′48.85″E / 22.2549472°N 114.2969028°E

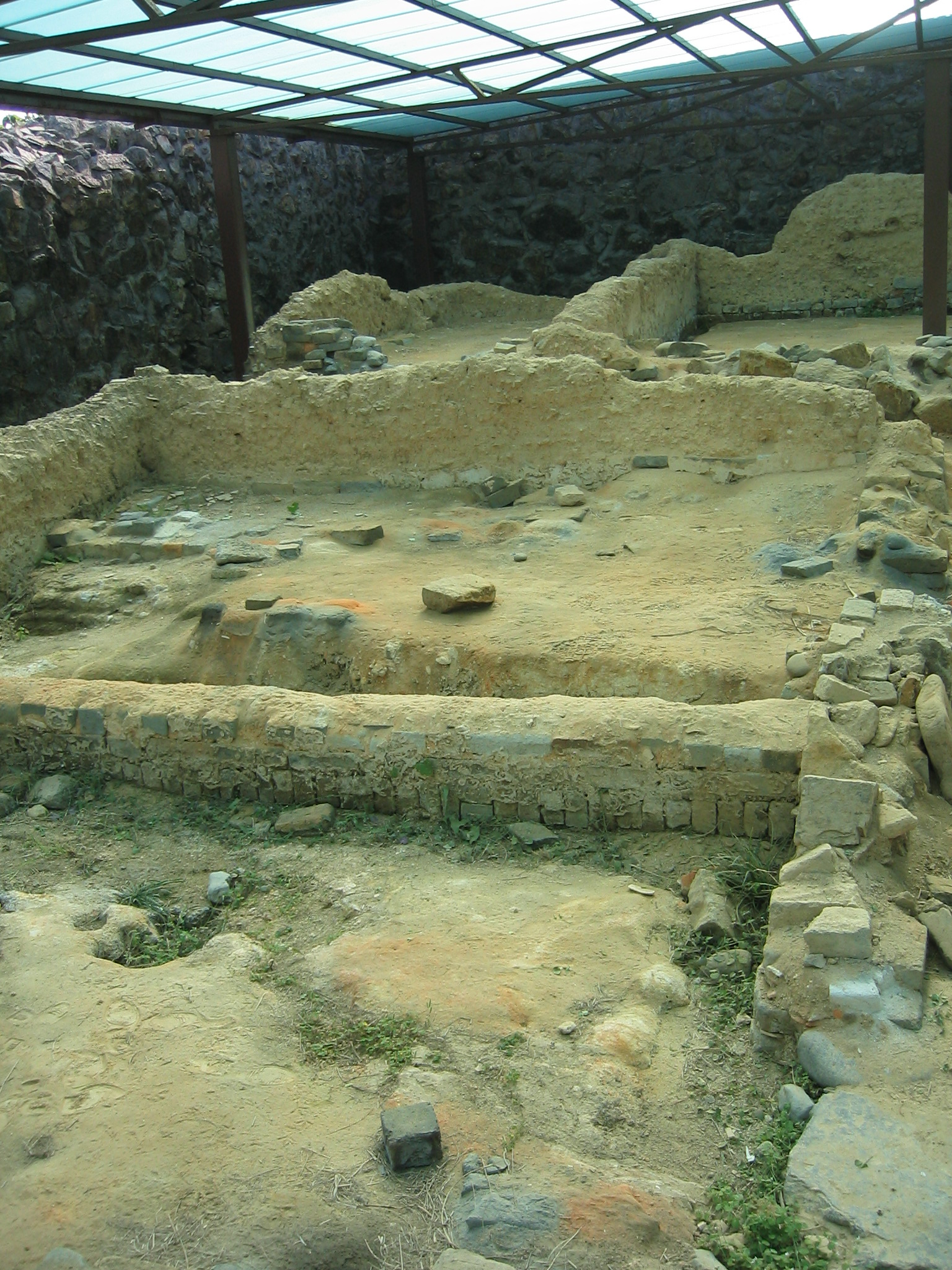
東龍洲炮台

東龍洲炮台又稱東龍堡，歷史文獻稱為佛堂門砲臺，位於香港新界西貢區東龍洲東北面，俯瞰佛堂門海峽。東龍洲炮台現時已經荒廢，被評級為香港法定古蹟。

## 歷史
「佛堂門在鯉魚門之東南　又曰鐵砧門　旁有巨石　長二丈許　形如鐵砧　潮汐急湍　巨浪滔天　風不順　商舶不敢行　其北曰北佛堂　其南曰南佛堂　兩邊皆有天后古廟　北廟創於宋　有石刻碑文數行　字如碗大　歲久漫滅　內咸淳二年四字尚可識　廟右曰碇齒灣　古有稅關　今廢　基址稍存　其南佛堂之山　乃孤島也　康熙年間設砲臺一座　以禦海氛　嘉慶庚午知縣李維榆詳請移建北臺於九龍寨海旁」
《新安縣志》．卷之四．山水略

根據《新安縣志》記載，東龍洲炮台是為了防禦海盜与控制频繁的沿海贸易而建的。炮台是由兩廣總督楊琳下令興建，約建於1719年至1722年（康熙末年）。到了19世紀初，海盜問題更為嚴重，加上位處孤島的炮台補給和支援困難，結果東龍洲炮台於1810年（嘉慶十五年）被位於九龍半島的九龍炮台取代。

## 建築
東龍洲炮台呈長方形，外牆長33.5米，闊22.5米，高3米，北牆設有出入口。炮台設有15所營房及8門大炮。在炮台使用期間，一直設有駐軍。

## 外部連結、參考
- 康樂及文化事務署 東龍洲炮台
- 香港考古學會:香港特區政府資助2015至2016年度東龍洲考古調查報告 （页面存档备份，存于）

1. 1 2  主持：何文匯. . .  首2分43秒 记录于. 1982年9月19日  [2020年6月26日]. 香港電台. （原始内容存档于2017年7月28日）. |city=被忽略 (帮助)